# オンリー・ユー〜愛されて〜
『オンリー・ユー〜愛されて〜』（オンリー・ユー あいされて）は、1996年1月8日より3月11日まで毎週月曜日22:00 - 22:54に、読売テレビ制作・日本テレビ系列で放送されていた日本のテレビドラマ。およびこれを原作としたノベライズ。主演は鈴木京香と大沢たかお。
知的障害を持つ純粋な男性と売れっ子のトップモデルとの純愛を描く。

## あらすじ
1996年1月、海辺のレストラン「セゾン」で働く知的障害者の若者・尾崎澄生は葉山で一人暮らしをしていたが、彼には秘密の日課があった。それは、近くのマンションに住む美しい女性・真柴ちひろの部屋を、双眼鏡で覗き見することだった。ある夜澄生は、暴漢に襲われそうなちひろを助けて接点ができるが、彼女は「セゾン」のオーナー・斉藤敬之の恋人だった。東京でトップモデルとして活躍するちひろは、一見華やかな生活を送り幸せそうに見えたが人知れず拒食症を患っていた。
ちひろは、敬之に会いに時々「セゾン」に訪れ、顔見知りとなった澄生とも時々会話するようになる。モデル仲間・川本真美と親しくしてきたちひろだが、突然「前からあなたが嫌いなの」と告げられ、彼女から嫌がらせを受け始める。そんな状況にちひろは純粋な澄生との交流で癒やされるが、ある日彼の覗き見の事実を知ってしまう。覗き見が悪いことと知らなかった澄生は、彼女に注意されて深く反省し、アパートを引き払う。
澄生が実家から「セゾン」に通い始めたことを知ったちひろは、障害がある彼に言い過ぎたことに気がとがめる。真美に敬之との仲を邪魔されたちひろは、撮影中の事故で足を怪我してしまいしばらく入院することに。しかし偶然ちひろの拒食症の事実を知った真美は週刊誌にリークし、“拒食症で入院”と報じられてしまう。心配した澄生がちひろを見舞ったことで交流が復活し、毎日のように病院に訪れて励まし続ける。
その頃敬之の愛情は真美に移り、破局を告げられたちひろは、澄生の存在に心を癒やされる。しかし退院後、ちひろは“癒されるために純粋な澄生を利用してるのでは？”と罪悪感を感じ、突如マンションを解約して東京の自宅に戻っていく。東京までちひろを探しに行った澄生は彼女から帰るよう言われると、「ちひろさんといた時が一番楽しかった」と告げて去っていく。澄生に対する思いを自問自答したちひろは彼への愛を確信し、その後何とか拒食症を克服する。
澄生に会って「許されるなら一緒にいたい」と告げたちひろは、受け入れてくれた彼と初めての朝を迎える。恋人となったちひろと澄生は、東京の自宅マンションで楽しく暮らし始める。一方敬之は支店の営業悪化により「セゾン」のオーナーを退くことになり、荒んだ生活をするようになる。真美に別れを告げた敬之はちひろの自宅に訪れて復縁を迫ると、ほだされたちひろは彼をつい抱きしめる。
その時、運悪く帰宅した澄生はちひろと敬之の姿にショックを受け、初めて嫉妬心を抱いて彼に暴言を吐き部屋を出ていく。その頃敬之への愛に気づいた真美はちひろに本音でぶつかり、彼と澄生に異性として曖昧な態度を取った彼女を責める。自己を顧みたちひろは、澄生との思い出の地である葉山で、海沿いの一軒家を購入して移り住む。
その矢先、敬之が自殺を図って病院に運ばれ、責任を感じた澄生は葉山の海で入水自殺しようとする。その様子を偶然見たちひろは慌てて澄生のもとに駆けつけ、「あなたのせいじゃない。みんな愛や憎しみを抱えて生きているの！」と伝える。ちひろの説得に落ち着きを取り戻した澄生は、彼女と一緒に生きることを決める。その後、命を取り留めた敬之は真美の愛に支えられて再起に向けて歩き出し、海辺の家では笑顔で新生活を始めるちひろと澄生の姿があった。

## キャスト

### 主要人物
真柴ちひろ
演 - 鈴木京香
売れっ子のトップモデル。東京のモデル事務所に所属し、自宅マンションも東京だが、物語前半では別荘である葉山(神奈川県)の海近くの高級マンションで優雅な一人暮らしをしている。真美からは「芯は強そうだけど、本当はすごく弱い所がある」と評されている。誕生日は1月。時々別荘にやって来る妹・今日子との会話では、主に恋愛や人生について持論を語っている。料理は、ほとんどしたことがないため苦手。また野球にも疎い。物語の冒頭で、澄生にとっての初恋の相手となる。拒食症であることを周囲に隠しており、1人での夕食時に過食嘔吐を繰り返す日々。作中で澄生から手作りのデコイ(鳥の模型)をもらい、そのお返しに文鳥のヒナをプレゼントする。
尾崎澄生
演 - 大沢たかお（子供時代：武田光兵）
軽度の知的障害を持つ若者。26歳。レストラン「セゾン」で皿洗い等の雑用をこなし、生活は自立している。葉山の安アパートの2階で、唯一の友である飼い犬のマル（ゴールデンレトリーバー）と暮らしている。ちひろに憧れ恋している。ちひろのマンションまで距離はあるが、アパートの自室の窓側と彼女のリビングが真向かいに面している。元々小さい頃から鳥が好きで、趣味のバードウォッチングをしていた所偶然ちひろの姿を見かけ、覗き見するようになった。コミュニケーションが不得手であるが、純粋で優しい心の持ち主。普段は気弱な方だが、ちひろのことになると行動的で芯のある性格になる。従業員からは、「黙っていればそこそこカッコいい」と評されている。好物はハンバーグ。マルをとても可愛がっており、毎日海辺を散歩したり「セゾン」に連れて行っている。ちひろからもらった文鳥に“ヒナ”と名付けて飼い始める。

### レストラン「セゾン」
斉藤敬之
演 - 伊原剛志
ちひろの恋人。神奈川の海沿い(葉山かは不明)にあるレストラン「セゾン」のオーナー。澄生の理解者の一人である。「セゾン」を含めて2店舗を経営しており、年内にもう2店舗オープンさせる予定。普段は「セゾン」の事務所で仕事をしており、時々キッチンやホールに訪れて従業員の働きぶりや客の様子などを見る。ちひろとは付き合って半年になるが、現在は仕事に力を入れているため彼女に対してややドライな対応をすることもある。障害者の澄生のことを気にかけており、褒める時は褒め、叱る時はちゃんと叱っている。「セゾン」が休みの日には男性従業員たちと草野球チーム「パイレーツ」で活動しており、自身は監督兼選手を担当。愛車は黒いベンツ。
チーフ
演 - 大河内浩
レストラン「セゾン」の厨房チーフ。調理場を取り仕切り、客に手際よく料理を提供できるよう、調理をしながら他の従業員たちに指示を出す。仕事中は他の従業員が無駄口を叩くと叱りつけるなど厳しい性格だが、普段は澄生を温かく見守ったり従業員と雑談を交わすなど明るく面倒見の良い性格。
遠藤正人
演 - 河相我聞
レストラン「セゾン」の新人バイトの厨房スタッフ。22歳。澄生の後輩として皿洗いや生ゴミ用のポリバケツを洗う仕事などを始める。金にがめつい人物で、調子のいい性格でよくくだらない嘘をつく。何かと理由を付けては澄生から金をせびる。物語の前半でたまたま澄生のアパートに行った帰りに、偶然今日子と出会ったことで好意を寄せ、デートに誘うなど積極的にアタックし始める。その後澄生の純粋さに触れる内に彼の味方になる。
大石チカ
演 - 神田うの
「セゾン」のフロアスタッフ。草野球チーム「パイレーツ」の試合では、監督の隣に座って応援を担当。おちゃらけた性格でお喋り好きで身近な人達の噂話も大好き。敬之からは、「明るいだけが取り柄」と評されている。澄生の事を「澄生ちゃん」と呼び慕っている。敬之とちひろと真美の三角関係に興味津々で、「セゾン」で彼らのやり取りをこっそり見ては他の従業員たちに状況を伝える。ある日自身のミスで「セゾン」でボヤ騒ぎを起こす。

### ちひろの関係者
川本真美
演 - 稲森いずみ
ちひろと同じ事務所のモデル。ちひろより数歳年下だがモデル歴は自身の方が長いため、お互いにタメ口で会話している。積極的な性格で思ったことは躊躇せず言うタイプ。ちひろに親しいフリをしているが、彼女を追い抜く野心を内に秘めている。ちひろに「嫌い」と告げてからは一方的に対抗心を持ち、他人の前では表向き彼女と親しいフリをしながら悪い噂を流したり、敬之との仲を裂くため彼にアプローチし始める。10代の頃に、母親を自殺で亡くしている。
真柴今日子
演 - 井上晴美
ちひろの妹。美容学校を卒業したばかりでプロのヘアメイクになることを夢見ている。サバサバしているが飽きっぽい性格で、これまで様々な夢を持っては諦めてきた。物欲が強く、異性から服やアクセサリーなどを買ってもらうことで愛されていることを実感している。恋も仕事も充実した生活をしているちひろを羨ましく思っている。第4話からちひろの自宅で同居生活を始める。誕生日は、2月10日の模様。物語の前半でちひろから澄生に覗き見されていたことを知り、彼が姉に近づかないよう注視し始める。

### 澄生の家族など
尾崎美子
演 - 大谷直子
澄生の母。神奈川県在住で、澄生が暮らすアパートからそう遠くない街の一軒家で恵理香と2人で暮らしている。。夫亡き後、自営業で尾崎運送をしている。一人暮らしをする澄生をいつも気にかけ、時々実家に帰ってくる息子に優しくも時に親として厳しく注意することもある。「障害を持つ澄生が片思いしてもきっと傷つくだけ」との考えにより、恋愛を止めさせようとする。その後も澄生の覗き見の事実を知ったり、アパートを引き払った時など息子の今後について心配する。第9話で誕生日を迎える。
尾崎恵理香
演 - 吉川ひなの（ナレーションも兼任）
澄生の妹で高校生。1月16日生まれで、第1話で16歳になる。兄想いな性格で、子供の頃に澄生が自分のために雪だるまを作ってくれた思い出を大切にしている。女子高生ということもあり恋愛に敏感で、澄生がちひろに恋をしていることに早い段階から気づく。以降澄生の恋愛を陰ながら応援する。
小野田孝三
演 - 森本レオ
美子の恋人。神奈川県在住。普段は尾崎運送の従業員として働いている。美子に再婚をしてほしくない恵理香からは、素っ気ない態度を取られている。穏やかな性格で、澄生に恋愛をさせるべきか悩む美子に、一人の男として色々と助言する。

## スタッフ
- 脚本 - 神山由美子
- 音楽 - 森英治・岩崎琢
- 音楽監督 - 近藤由紀夫・小西香葉
- 演出 - 国本雅広、唐木昭浩
- 主題歌 - ORIGINAL LOVE「プライマル」
オープニングでモノクロの海岸の映像をバックに流れていた。
- 挿入歌 - 萩原朝子「大人になれない」
- スタジオ - 多摩スタジオ
- 技術協力 - ビデオスタッフ
- 美術協力 - フジアール
- 照明技術 - 共立
- ロケ協力 - 逗子マリーナレストラン「GRAND BLUE」
- プロデュース - 山本和夫、小泉守
- 製作協力 - イースト
- 製作著作 - よみうりテレビ

## 受賞歴
- 第8回ザテレビジョンドラマアカデミー賞
  - ベストドレッサー賞（鈴木京香）

## 放送日程
| 話数                                                       | 放送日  | サブタイトル          | 演出     |
| ---------------------------------------------------------- | ------- | --------------------- | -------- |
| 第1話                                                      | 1月08日 | 裏窓より愛を込めて…   | 国本雅広 |
| 第2話                                                      | 1月15日 | 見つめていたい        | 国本雅広 |
| 第3話                                                      | 1月22日 | 僕のこと好き?         | 唐木昭浩 |
| 第4話                                                      | 1月29日 | 誘惑のキス            | 唐木昭浩 |
| 第5話                                                      | 2月05日 | 転落汚れた私でも好き? | 国本雅広 |
| 第6話                                                      | 2月12日 | 夢かもしれない･･･     | 国本雅広 |
| 第7話                                                      | 2月19日 | 突然のさようなら      | 唐木昭浩 |
| 第8話                                                      | 2月26日 | 走れ!一番逢いたい人へ | 国本雅広 |
| 第9話                                                      | 3月04日 | 死ぬかもしれない      | 唐木昭浩 |
| 最終話                                                     | 3月11日 | 永遠の愛、海へ        | 国本雅広 |
| 平均視聴率 15.5%（視聴率は関東地区・ビデオリサーチ社調べ） |         |                       |          |

## 関連商品
- オンリー・ユー〜愛されて〜 DVD-BOX（バップ）2004年11月25日発売。
- オンリー・ユー〜愛されて〜 1～4（バップ）1996年10月2日発売。
- オンリー・ユー〜愛されて〜 オリジナル・サウンドトラック（ポニーキャニオン）1996年2月21日発売。

## 外部サイト
- オンリー・ユー〜愛されて〜DVD-BOX特設サイト（2005年9月2日時点のアーカイブ）

| 読売テレビ制作・日本テレビ系 月曜10時枠連続ドラマ | 読売テレビ制作・日本テレビ系 月曜10時枠連続ドラマ   | 読売テレビ制作・日本テレビ系 月曜10時枠連続ドラマ |
| 前番組                                            | 番組名                                              | 次番組                                            |
| ------------------------------------------------- | --------------------------------------------------- | ------------------------------------------------- |
| ベストフレンド （1995.10.16 - 1995.12.11）        | オンリー・ユー〜愛されて〜 （1996.1.8 - 1996.3.11） | 俺たちに気をつけろ。 （1996.4.15 - 1996.6.24）    |